# Dérivée covariante
En géométrie différentielle, la dérivée covariante est un outil destiné à définir la dérivée d'un champ de vecteurs sur une variété.
Dans le cas où la dérivée covariante existe, il n'existe pas de différence entre la dérivée covariante et la connexion, à part la manière dont elles sont introduites. (Cela est faux quand la dérivée covariante n'existe pas en revanche ).
Dans la théorie des variétés riemanniennes et pseudo-riemanniennes, le théorème fondamental de la géométrie riemannienne montre qu'il existe un choix de connexion ou de dérivée covariante privilégié, et le terme « dérivée covariante » est souvent utilisé pour la connexion de Levi-Civita.
Dans cet article, on définit la dérivée covariante (aussi connue sous le nom de dérivée de tenseur) d'un vecteur au sein d'un champ vectoriel. La dérivée covariante d'un tenseur est une extension de ce concept.
L'ensemble de cet article utilise la convention de sommation d'Einstein pour les tenseurs et les coordonnées covariantes et contravariantes. Le lecteur est supposé avoir des notions concernant les variétés et particulièrement les vecteurs tangents.

## Concept général
Une dérivée covariante {\displaystyle \nabla } (aussi écrite {\displaystyle \partial }) d'un champ de vecteur u selon la direction v est une fonction définissant un vecteur {\displaystyle \nabla _{\mathbf {v} }{\mathbf {u} }} (aussi écrit {\displaystyle \partial _{v}\mathbf {u} } ou Dvu) qui dispose des propriétés d'une dérivée, décrites plus bas. Un vecteur est un objet géométrique indépendant du choix de la base. Lorsqu'on fixe un système de coordonnées, cette dérivée se transforme lors d'un changement de base « de la même manière » que le vecteur lui-même (selon une transformation covariante), d'où le nom de la dérivée.
Dans le cas d'un espace euclidien disposant d'un système de coordonnées orthonormées, on peut définir la dérivée d'un champ de vecteur en tant que différence entre deux vecteurs en deux points proches. Dans un tel système il est possible de translater un des vecteurs à l'origine de l'autre, parallèlement à lui-même. On obtient l'exemple le plus simple de dérivée covariante, obtenue en prenant la dérivée des coordonnées.
Dans le cas général, cependant, il est nécessaire de prendre en compte le changement du système de coordonnées. Par exemple, si la même dérivée covariante devait être écrite en coordonnées polaires dans un espace euclidien à deux dimensions, elle devrait contenir un terme supplémentaire décrivant la rotation des coordonnées elles-mêmes. Dans d'autres cas les termes supplémentaires décrivent comment les coordonnées s'étendent, se contractent, se déforment… La dérivée covariante des vecteurs de base permet d'exprimer ce changement (voir les symboles de Christoffel). 
Dans un espace courbe, tel que la surface de la Terre, la translation n'est pas définie, et son analogue, le transport parallèle, dépend du chemin le long duquel le vecteur est translaté.
Soit un vecteur e défini sur l'équateur d'une sphère en un point Q et dirigé vers le Nord. Supposons qu'on transporte parallèlement tout d'abord le vecteur le long de l'équateur jusqu'à P, puis (toujours grâce au transport parallèle le long d'un méridien) vers le pôle nord et enfin à nouveau jusqu'au point Q le long d'un autre méridien. On remarque que le transport parallèle de ce vecteur le long d'un circuit fermé ne retourne pas le même vecteur. À la place, il a pris une autre orientation. Ceci ne pourrait arriver dans l'espace euclidien et est causé par la courbure de la surface du globe. Le même effet peut être observé si on déplace le vecteur le long d'une surface infinitésimale. Le changement infinitésimal du vecteur est une mesure de la courbure.